# Большие формации
Больши́е форма́ции (англ. formation skydiving, от англ. big way) — разновидность парашютного спорта, в которой участники стремятся построить фигуру из большого числа участников в свободном падении и удержать её в течение нескольких секунд. Традиционно, большие формации относят к групповой акробатике. В групповой акробатике предусмотрены захваты на комбинезонах парашютистов.
Вместе с активным развитием фрифлая, в последнее время стали появляться вертикальные большие формации. Вертикальные формации имеют более высокие скорости и большу́ю сложность, позволяют строить трехмерные фигуры.

## Рекорды

### Подготовка
Не установлено определенного размера, начиная с которого формация становится «большой». Правила требуют, чтобы все парашютисты, зарегистрированные в формации, подошли к ней (то есть были зафиксированы двумя захватами). Обычно используется видеофиксация и вместе с парашютистами прыгают видеооператоры.
Как правило, построению рекордных формаций предшествует долгая подготовка. Требуется не только организовать большое количество участников, но и провести тренировки с ними, подготовить самолёты и пилотов.
В больших формациях часто используется несколько бортов для совместного полёта. Выброска парашютистов должна производиться на строго определенном расстоянии и точно скоординированно по времени.
Время на построение формации ограничено высотой выброски, обычно это время составляет около 1 минуты. Для увеличения времени на построение формации, увеличивают высоту выброски. Для прыжков с высот более 4 километров  требуется установка кислородного оборудования в самолёты и обеспечение кислородом, как летчиков так и парашютистов. (для высот более 3200 метров уже нужен кислород, согласно руководству летной эксплуатации, но… нарушаем)))

### Мировой рекорд
В 1972 в сетку мировых рекордов была введена групповая акробатика в виде построения «Большой Звезды» — кольца из наибольшего количества человек.
Первый зарегистрированный рекорд был установлен советскими спортсменами в 18 апреля 1973 года. На аэродроме Аранчи под Ташкентом 12 парашютистов собрались в свободном падении.
| Год  | Парашютистов | Аэродром                                   |
| ---- | ------------ | ------------------------------------------ |
| 1973 | 12           | Аранчи, Ташкент, СССР                      |
| 1974 | 28           | Ontario, Калифорния, США                   |
| 1975 | 32           | Tahlequah, Оклахома, США                   |
| 1979 | 36           | Muskogee, Оклахома, США                    |
| 1980 | 40           | Davis, Калифорния, США                     |
| 1983 | 45           | DeLand, Флорида, США                       |
| 1983 | 72           | DeLand, Флорида, США                       |
| 1986 | 100          | Muskogee, Оклахома, США                    |
| 1986 | 120          | Quincy, Иллинойс, США                      |
| 1987 | 126          | Koksijde, Бельгия                          |
| 1988 | 144          | Quincy, Иллинойс, США                      |
| 1992 | 150          | Koksijde, Бельгия                          |
| 1992 | 200          | Myrtle Beach, Южная Каролина, США          |
| 1994 | 216          | Братислава, Словакия (World Team '94)      |
| 1996 | 297          | Анапа, Россия (World Team '96)             |
| 1998 | 246          | Ottawa, Иллинойс, США                      |
| 1999 | 282          | Ubon Ratchathani, Таиланд (World Team '99) |
| 2002 | 300          | Eloy, Аризона, США                         |
| 2004 | 357          | Korat, Таиланд (World Team '04)            |
| 2006 | 400          | Удонтхани, Таиланд (World Team '06)        |

### 400-way
В 2006 году был установлен новый мировой рекорд в Удонтхани, Таиланд. Международная команда «World Team» собрала крупнейшую фигуру из 400 парашютистов. Выброска производилась одновременно из 5 самолётов C-130 «Геркулес». Крупнейшие сектора по количеству человек — США, Россия.

### Рекорды СССР и России
| Год  | Парашютистов | Аэродром                                                                               |
| ---- | ------------ | -------------------------------------------------------------------------------------- |
| 1973 | 12           | мировой рекорд, «Звезда» из 12 человек (г. Аранчи, Ташкент, СССР)                      |
| 1976 | 20           | мировой рекорд, «Звезда» из 20 человек                                                 |
| 1985 | 50           | Рекорд СССР (г. Андижан, Узбекистан)                                                   |
| 1986 | 76           | Рекорд СССР (г. Телави, Грузия)                                                        |
| 1988 | 85           | Рекорд СССР и первая в мире попытка установить рекорд 100 way (г. Фергана, Узбекистан) |
| 1996 | 33           | женский рекорд России (г. Анапа)                                                       |
| 1999 | 87           | рекорд России (п. Волосово Московской области)                                         |
| 2000 | 89           | рекорд России (г. Псков)                                                               |
| 2003 | 100          | рекорд России (г. Ступино Московской области)                                          |
| 2005 | 101          | рекорд России (г. Ступино Московской области)                                          |
| 2006 | 124          | рекорд России (г. Ступино Московской области)                                          |
| 2006 | 38           | женский рекорд России (г. Ступино Московской области)                                  |
| 2007 | 53           | лучшее женское мировое национальное достижение                                         |
| 2008 | 70           | рекорд Европы, женский мировой рекорд среди наций (г. Коломна Московской области)      |
| 2008 | 135          | рекорд России (г. Коломна Московской области)                                          |
| 2009 | 145          | рекорд России (г. Коломна Московской области)                                          |
| 2009 | 160          | рекорд России, рекорд среди Европейских стран (г. Коломна Московской области)          |
| 2010 | 180          | Рекорд Европы (г. Коломна Московской области)                                          |
| 2011 | 186          | Рекорд Европы (г. Коломна Московской области)                                          |
| 2011 | 201          | Рекорд Европы (г. Коломна Московской области)                                          |
| 2012 | 88           | Рекорд Мира, женский мировой рекорд среди наций (г. Коломна Московской области)        |
| 2013 | 101          | Рекорд Мира, женский мировой рекорд среди наций (г. Коломна Московской области)        |

8 июля 2010 года был установлен новый Рекорд России в классе большие формации, 180-way.
11 августа 2011 года рядом с г. Коломна Московской области был установлен новый рекорд России, с формацией из 186 парашютистов, а на следующий день 12 августа 2011 года там же этот рекорд был побит, новая формация включала 201 участника.
21 июля 2012 года рядом с г. Коломна Московской области был установлен новый женский мировой рекорд с формацией «цветок» из 88 парашютисток.